# Sistema Escolar del Municipio Calcassieu
El Sistema Escolar del Municipio Calcassieu (Calcasieu Parish Public Schools o Calcasieu Parish School Board, CPSB) es un distrito escolar de Luisiana. Tiene su sede en Lake Charles.
Es el quinto más grande distrito escolar de Luisiana. A partir de 2015, tiene 32.623 estudiantes y 4.885 empleados (incluyendo 2.602 maestros/profesores). Gestiona escuelas públicas en la Parroquia de Calcasieu: 35 escuelas primarias, 11 escuelas medias, 11 escuelas preparatorias (high schools), dos escuelas K-12, dos escuelas alternativas, una academia de apprendizaje, y dos escuelas de carreras y téchnicas.